# Ana Irene Delgado
Ana Irene Delgado (16 de abril de 1982) es una abogada y política panameña. Actualmente, funge como Embajadora de Panamá ante la Organización de los Estados Americanos y como vicepresidenta de la Unión International de Pentatlón Moderno (UIPM),  anteriormente fue la embajadora más joven de Panamá ante el Reino Unido, la República de Irlanda e Islandia, así como la representante de Panamá ante la Organización Marítima Internacional desde noviembre de 2011 hasta junio de 2014. Fue la primera embajadora de Panamá que presentó credenciales en Irlanda y embajadora de Panamá en Islandia. Fue elegida Vicepresidenta de la Asamblea Marítima Internacional. Le sucedió el Sr. Daniel Eduardo Fábrega Venier.
Delgado estudió la licenciatura en Ciencia política en la Universidad Católica Santa María La Antigua en Panamá; antes de ingresar al Programa de maestría de la Escuela de Leyes de la Universidad de Nueva York graduándose en 2006. Delgado se convirtió en socia de la firma de abogados con sede en Panamá de "Solís, Endara, Delgado & Guevara", firma de su padre, donde trabajó hasta su nombramiento de embajadora.
En las elecciones generales de 2019 se postuló como candidata a diputada suplente de su padre Hernán Delgado, siendo electos el 5 de mayo y representando desde el 1 de julio de 2019 al circuito 8-4 (distritos de Balboa, Chepo, Chimán y Taboga) en la Asamblea Nacional de Panamá.